# Samuel Mühsam

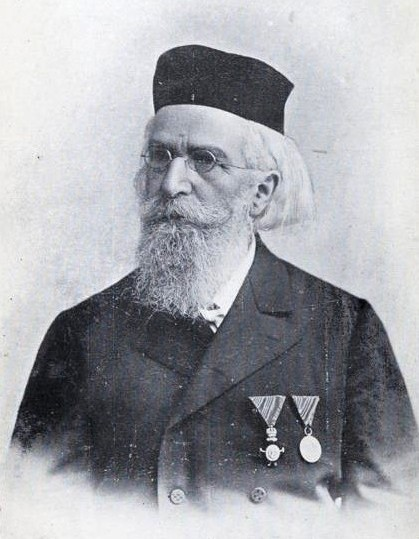
Samuel Mühsam

Samuel Mühsam (* 22. Mai 1837 in  Landsberg O.S., Provinz Schlesien, seit 1945 Gorzów Śląski, Polen; † 20. Februar 1907 in Graz) war Rabbiner in Postoloprty (deutsch Postelberg), Znojmo (Znaim), Bzenec (Bisenz) und Graz.

## Leben und Wirken
Samuel Mühsam besuchte das Gymnasium im oberschlesischen Oppeln und studierte Philosophie unter anderem in Breslau und Wien. Seinen Abschluss machte er 1864 in Leipzig. In Breslau besuchte er offenbar das Jüdisch-Theologische Seminar und wurde dort zum Rabbiner ausgebildet. Während seines Aufenthaltes in Wien studierte Mühsam im vom Rabbiner und Gelehrten Adolf Jellinek gegründeten jüdischen Lehrhaus (Beth HaMidrasch) und predigte im Stadtteil Ottakring.
1865 wurde Mühsam Rabbiner in Postoloprty, 1870 Rabbiner in Znojmo, wo er auch Französisch am Gymnasium unterrichtete, und 1872 Rabbiner in Bzenec, von wo er 1877 nach Graz abreiste, wo er schließlich bis zu seinem Tod 30 Jahre lang die Position des Gemeinderabbiners innehatte. Innerhalb der dortigen jüdischen Gemeinde (gebräuchlicher Name: Israelitische Kultusgemeinde in Graz) setzte sich Mühsam für den Bau der (alten) Synagoge ein, gründete dort einen Frauenverein, war Schirmherr des Vereins „Humanitas“ und stellvertretender Präsident des Krankenhauses und Friedhofs im nahen Gleichenberg; ferner gründete er auch einen Verein zur Unterstützung der Armen und war vereidigter Übersetzer aus dem Hebräischen.
Die Grabstätte Mühsams liegt am Jüdischen Friedhof Graz.

## Werke
Samuel Mühsam ist Autor folgender Veröffentlichungen:
- Juden und Judenthum bei Altrömischen Schriftstellern, Prag 1864.
- Über Essen und Trinken der Alten Hebräer, Wien 1866.
- Ueber Die Magie bei den Alten, Prag 1867.
- Das Feuer in Bibel und Talmud, Wien 1869.
- Ausgewählte Predigten, hrsg. und kommentiert von Luka Girardi (Vizepräsident des Vereins für Holocaustgedenken und Toleranzförderung). Leykam Buchverlag, Graz 2014, ISBN 978-3-7011-7948-0.[3][6]

Samuel Mühsam veröffentlichte auch in zahlreichen jüdischen und nichtjüdischen Zeitschriften.

## Familie Mühsam aus Landsberg O.S. – Trivia
Samuel Mühsam stammte aus dem Familienzweig Landsberg in Oberschlesien. Seine Eltern waren Moritz Mühsam und Charlotte Mühsam, geb. Schweitzer. Sein jüngerer Bruder Siegfried hatte mehrere Kinder, darunter auch den Sohn Erich; dieser bekannte Anarchist, Schriftsteller und Dichter, der von den Nazis ermordet wurde, war somit der Neffe des Rabbiners.